# Tòa thị chính của Gdańsk
Gdańsk Town Hall chính là một di tích lịch sử Ratusz nằm ở Gdańsk chính thành phố quận của Srodmiescie. Đây là một trong những ví dụ điển hình nhất về các tòa nhà lịch sử theo phong cách Gothic - Phục hưng trong thành phố, được xây dựng tại giao lộ của Long Lane và Long Market, ở khu vực nổi tiếng nhất của Gdańsk. Tòa thị chính chính ở Gdańsk có Bảo tàng Lịch sử của Thành phố Gdańsk.

## Vị trí
Tòa thị chính chính ở Gdańsk tọa lạc tại Long Lane, một phần của Royal Route. Tòa nhà nằm trong khu tòa nhà phức hợp, được bao quanh bởi Long Lane, Kramarska Street, Piwna Street và Kaletnicza Street, nằm ở góc của hai người đầu tiên. Tòa nhà này là tòa nhà cao thứ hai ở Thành phố chính, sau Nhà thờ St. Mary, tòa nhà nằm ở phần đáng chú ý nhất của Śródmieście ở Gdańsk. Việc tiếp cận tòa nhà bằng ô tô rất khó khăn, vì Long Lane bao quanh tòa nhà dành cho người đi bộ quanh năm. Giao thông công cộng không đến được tòa nhà. Trạm dừng xe điện gần nhất được đặt tại Podwale Przingmiejskie.

## Lịch sử
Các phần chưa hoàn thiện lâu đời nhất của tòa thị chính có từ năm 1327 đến 1336 - tòa nhà khi đó có kích thước nhỏ hơn nhiều, dẫn đến việc mở rộng nó trong những năm tiếp theo. Vào thế kỷ thứ XIV, Thành phố chính Gdańsk đã được xây dựng lại, vào năm 1346 đã thay thế luật <a href="https://en.wikipedia.org/wiki/L%C3%BCbeck_law" rel="mw:ExtLink" data-linkid="73" class="cx-link" title="Lübeck law">Lübeck</a>  sau đó được thi hành bằng luật Kulm. Cuộc cải cách đã tách rời vai trò của hội đồng thành phố và ława miejska (nơi chịu trách nhiệm về tư pháp). Sự tách biệt của hai cơ quan dẫn đến sự cần thiết của việc có hai hội trường riêng biệt cho hai tổ chức. Năm 1357, tại vị trí của tòa thị chính hiện tại, một tòa thị chính tạm thời được đặt.
Việc mở rộng lớn đầu tiên của tòa nhà bắt đầu vào năm 1378, sau khi luật Kulm đầy đủ được trao cho thành phố. Việc mở rộng tòa nhà được lãnh đạo bởi Henryk Ungerdin, và việc xây dựng lại hoàn thành vào năm 1382. Giữa năm 1454 và 1457, với sự xuất hiện của Vua Casimir IV Jagiellon, tòa thị chính được mở rộng. Tòa tháp của tòa thị chính đã hoàn thành trong những năm 1486-1488; tòa nhà được lãnh đạo bởi Henryk Hetzel. Tòa tháp được hoàn thành bởi Michał Enkinger, với một mái vòm cao vào năm 1492, đã bị thiêu rụi vào năm 1494. Năm 1504, tòa thị chính được vua Alexander Jagiellon đến thăm.
Sau vụ hỏa hoạn năm 1556, tòa thị chính được xây dựng lại và mở rộng với những ảnh hưởng Phục hưng của các kiến trúc sư và nhà xây dựng người Hà Lan, bao gồm Wilhem van den Meer, Dirk Daniels và Anthony van Obberghen.
Bị hư hại nặng nề trong WW2, với việc mất đỉnh tháp, tòa thị chính đã được sửa chữa và xây dựng lại cẩn thận, phần lớn hoàn thành vào năm 1952.